# Samsung Galaxy S9
Samsung Galaxy S9 (SM-G960) — смартфон компании Samsung Electronics, представленный 25 февраля 2018 года. Является частью серии Samsung Galaxy S.
Смартфон получил положительные отзывы профильных СМИ. В качестве основного достоинства устройства рецензентами была отмечена основная камера, во многих вариантах использования лучшая на рынке на тот момент. Также положительных отзывов удостоились новые стереодинамики, поддерживающие технологию Dolby Atmos и настроенные AKG, а также дисплей. Рецензенты с разочарованием отмечали, что по внешнему виду и функциональности телефон во многом идентичен предшественнику в серии — Samsung Galaxy S8, однако Galaxy S9 получил высоко оценённое эргономическое улучшение — сканер отпечатков пальцев был перемещён под камеру. Отрицательные отзывы получило время автономной работы устройства, а также некоторые аппаратные и программные новинки, неудачно заимствованные, по мнению обозревателей, от смартфонов Apple.

## Технические данные
Спереди Galaxy S9 имеет такой же внешний вид, как и S8. Новый смартфон получил дисплей Super AMOLED с разрешением 2960×1440 пикселей (соотношение сторон — 18,5:9). Диагональ экрана — 5,8 дюйма.
В США, Канаде, Китае, Гонконге, Японии и Латинской Америке в продажу поступили смартфоны с процессором Qualcomm Snapdragon 845. Для остальных стран производятся аппараты с процессором Samsung Exynos 9810.
Модель получила 4 ГБ оперативной памяти. Устройство имеет три версии по объёму внутренней памяти: 64, 128 и 256 ГБ, а также поддерживает карты памяти microSD объёмом до 400 ГБ.
Ёмкость аккумуляторов в устройстве такая же, как и у его предшественника — 3000 мАч.
Смартфон получил два стереодинамика, настроенные AKG, и реализует технологию объёмного звука Dolby Atmos. Модель сохранила 3,5-мм разъём для наушников.
На задней стороне корпуса смартфона имеется его главная видимая отличительная черта от смартфона S8: сканер отпечатков пальцев, ранее находившийся с правой стороны от камеры, для удобства перемещён под камеру, подобно моделям Samsung Galaxy A8 и A8+ 2018 года. Добавлен более безопасный метод разблокировки экрана, в котором распознавание лица и сканирование радужки глаз объединены в одну процедуру.
Задняя камера обеих моделей телефонов получила значительные улучшения. Она имеет двойную диафрагму, которая может переключаться между режимами f/1.5 и f/2.4 в зависимости от количества света. Телефон может снимать видео 4K со скоростью 60 кадров в секунду, FullHD со скоростью 240 кадров в секунду, а также HD «Super Slow-mo» со скоростью 960 кадров в секунду. Ещё одним нововведением стала функция AR Emoji, позволяющая пользователю создавать эмодзи на основе своего лица и похожая на технологию Animoji, используемую в аппаратах Apple.
Изначально Samsung Galaxy S9 работает под управлением операционной системы Android 8.0 Oreo с оболочкой Samsung Experience 9.0. Это обеспечивает более тесную интеграцию с Bixby — например, использование камеры для переводов текстов с одного языка на другой в режиме реального времени. В феврале 2019 года аппараты стали получать обновление до Android 9.0 с новой фирменной оболочкой от Samsung под названием One UI, в ноябре 2021 — обновление до Android 12 с новой версией оболочки One UI 4.0.

## Отзывы
| Рейтинги      | Рейтинги |
| Издание       | Оценка   |
| ------------- | -------- |
| The Verge     | [ 7 ]    |
| PC Magazine   | [ 8 ]    |
| TechRadar     | [ 9 ]    |
| NotebookCheck | 85 %     |

### Дизайн
Дизайн устройства, в целом, назван профильными СМИ таким же привлекательным, как и у Galaxy S8. По мнению Гарета Бивиса от TechRadar, «стекло приятно мерцает, кнопки обеспечивают удобную навигацию» и в руке смартфон ощущается, как «сочетание прочности и лёгкого веса». Дэниэл Шмидт от NotebookCheck отмечает очень хорошее качество сборки: все зазоры небольшие и ровные, телефон устойчив к скручиванию, хотя во время попыток скрутить телефон слышен скрип внутри корпуса. В качестве достоинства перед «старшей» моделью Samsung Galaxy S9+ рецензентами указывался тот факт, что данный смартфон в силу его небольшой величины удобнее держать одной рукой и так же управлять им. Положительной реакции удостоилось перемещение сканера отпечатков пальцев под камеру на задней панели телефона. По мнению Гарета Бивиса, такое изменение сделало Galaxy S9 «в высшей степени» более удобным, чем Galaxy S8. Дэниэл Шмидт добавил, что скорость разблокировки по отпечатку пальца могла быть немного выше. В качестве недостатков аппарата с точки зрения эргономики названо неудобное расположение кнопки Bixby, а также маркий корпус.
В качестве недостатка нового смартфона рецензенты отмечали практически полную идентичность его дизайна, а также ряда технических параметров предшественнику — Galaxy S8. По мнению обозревателей, владельцам Galaxy S8 менять свой телефон на данный не стоит.

### Камеры
Очень позитивно была встречена задняя камера смартфона, которая, по оценкам рецензентов, была ощутимо улучшена по сравнению с предыдущей моделью, Galaxy S8. Общее качество фотографий рецензенты называли одним из лучших среди смартфонов того времени: по их мнению, лишь в некоторых ситуациях ближайшие конкуренты Google Pixel 2 и iPhone X превосходили его. Отмечалась высокая яркость и резкость в автоматическом режиме съёмки при дневном освещении, а также высокое качество съёмки в условиях низкой освещённости. Дэн Сейферт от The Verge пишет, что, по сравнению с Galaxy S8, в новом устройстве при слабом освещении стало меньше шумов, а цветопередача стала более качественной. По его мнению, между двумя апертурами, которые камера умеет переключать, заметной разницы в резкости не наблюдается; кроме того, предоставленных вариантов регулировки диафрагмы недостаточно для продвинутой фотосъёмки. Саша Сеган от PC Magazine назвал повышенную резкость «сверхагрессивной» и выразил мнение, что она делает фотографии чуть менее привлекательными, чем у ближайших конкурентов. Гарет Бивис от TechRadar восторженно оценил качество съёмки как при низкой освещённости, так и при ярком свете (хотя и подчеркнул, что изображения в первом случае получаются немного нечёткими), и отметил отсутствие шумов и высокую яркость изображений в темноте. Рецензент назвал «превосходной» способность камеры обрабатывать сцены с яркой задней подсветкой. Также обозреватель заметил, что при выборе автоматического улучшения в редакторе фотографий их качество становится ещё лучше, и посетовал на то, что Samsung не делает такое улучшение автоматически. Дэниэл Шмидт от NotebookCheck отметил, что камера смартфона отличается «большим динамическим диапазоном и великолепным представлением деталей», снимки выглядят не такими искусственно яркими, как в случае Galaxy S8, а их края стали более чёткими. Также автор обзора высоко оценил видеосъёмку в формате Ultra HD со скоростью 60 кадров в секунду.
Фронтальная камера, унаследованная от Galaxy S8, получила сдержанные отзывы: Гарет Бивис отметил, что она хорошо справляется с недостаточным освещением, но уступает некоторым конкурентам тем, что не имеет более широкого поля зрения. Дэн Сейферт отметил, что хотя фронтальная камера имеет автофокус лучший, чем у других производителей, качество изображений и портретный режим не так хороши, как у Google или Apple. Кроме того, фронтальная камера по умолчанию применяет сглаживания и другие эффекты, чтобы попытаться украсить фотографию, но делает её несфокусированной и, по мнению рецензента, непривлекательной.
Сдержанные отзывы получил и режим сверхзамедленной съёмки видео: рецензенты отметили, что качество такого видео оставляет желать лучшего, особенно при недостаточной освещённости.

### Дисплей и производительность
Дисплей смартфона получил положительную оценку от изданий TechRadar и NotebookCheck. Гарет Бивис от TechRadar назвал качество экрана «феноменальным» за его цветопередачу, яркость и чёткость, однако отметил, что устройство часто ошибается при автоматической регулировке яркости в зависимости от окружающего освещения, будучи слишком ярким и тем самым разряжая батарею. В качестве недостатка рецензент указал на то, что дисплей не поддерживает Dolby Vision. Дэниэл Шмидт от NotebookCheck по результатам измерений сделал вывод, что дисплей смартфона немного менее яркий, чем у Galaxy S8, однако распределение яркости очень равномерное. По свидетельству рецензента, информация на дисплее хорошо видна под прямыми солнечными лучами, благодаря высокой яркости и большому коэффициенту контрастности. Негативно было оценено использование широтно-импульсной модуляции, как и в Galaxy S8, которая может утомлять глаза и приводить к головным болям.
Ресурс DisplayMate по итогам тестов назвал дисплей Galaxy S9 наименее отражающим дисплеем смартфона из всех, которые он тестировал когда-либо до этого.
Производительность смартфона получила различные отзывы. Дэн Сейферт от The Verge назвал производительность «великолепной», отметив быструю работу телефона, плавную прокрутку информации на экране и быстрый запуск приложений. Гарет Бивис от TechRadar назвал телефон «невероятно мощным» и «очень производительным». Более сдержанный отзыв написал Дэниэл Шмидт от NotebookCheck: по его мнению, субъективно производительность системы хороша, однако эксперты регулярно замечали небольшие «заикания». Графический процессор часто уступал конкурентам в синтетических тестах, однако в играх показывал отличные результаты и стабильно высокую частоту кадров. Отмечалось, что производительность смартфона на процессоре Exynos ниже, чем на процессоре Snapdragon.

### Звук и разъём для наушников
Позитивных отзывов удостоились новые стереодинамики. Дэн Сейферт от The Verge написал, что динамики «громче, чётче и приятнее для прослушивания», чем единственный динамик Galaxy S8. Гарет Бивис от TechRadar отметил возросшую громкость, но качество звука назвал не самым лучшим на рынке, приведя в качестве примера iPhone X, в сравнении со звуком которого, по его мнению, звук Galaxy S9 «немного грязнее». Дэниэл Шмидт от NotebookCheck по итогам тестов отметил, что звук не очень сбалансирован с точки зрения измерений.
Рецензенты сходятся во мнении насчёт конкурентного преимущества Galaxy S9 в виде сохранённого разъёма 3,5 мм для наушников, отсутствующего в большинстве современных топовых смартфонов.

### Батарея, AR Emoji, Bixby и распознавание лица
Батарея смартфона получила, в основном, отрицательные отзывы. Дэн Сейферт от The Verge оценил время автономной работы смартфона как «неплохое, но среднее». Рецензенты от TechRadar и NotebookCheck выяснили, что время автономной работы Galaxy S9 несколько хуже, чем Galaxy S8.
Функцию AR Emoji рецензенты охарактеризовали как неудачную пародию на аналогичную функцию iPhone X — Animoji. По их свидетельству, лицо персонажа AR Emoji практически всегда имеет мало сходства с лицом пользователя. Также во время захвата движения существуют проблемы с отслеживанием лица пользователя. Отрицательных отзывов удостоился также виртуальный помощник Bixby Voice, который, по мнению рецензентов от TheVerge и TechRadar, по-прежнему существенно хуже, чем Google Assistant, однако Bixby Vision рецензент от TechRadar назвал «полезным».
Функция распознавания лица для разблокировки смартфона, впервые представленная в Galaxy S9, по мнению рецензентов, существенно уступает аналогичной Face ID от компании Apple. Она охарактеризована как медленная и небезопасная.

## Продажи
В первом квартале 2018 года Samsung продала около 10,2 млн экземпляров Galaxy S9 и Galaxy S9+, во втором квартале — около 9 млн. Это наиболее низкий показатель в сравнении с продажами смартфонов Samsung Galaxy S8, Samsung Galaxy S7 и Samsung Galaxy S6, а также первый раз в истории линейки Galaxy, когда продажи за второй квартал года не превысили продаж за первый, во время которого выпускается смартфон. Несмотря на низкие результаты продаж своего флагманского смартфона, Samsung сохранила лидерство на мировом рынке по объёму реализации смартфонов.

## Проблемы
Пользователи новых Galaxy S9 испытывали проблемы с дисплеем, связанные с работоспособностью сенсорного экрана. Samsung подтвердила наличие «ограниченного числа сообщений» о подобных проблемах и заявила о том, что изучает их.
Также многие пользователи смартфона с процессором Exynos замечали, что время автономной работы устройства слишком низкое. Аналитики обнаружили, что ядра процессора были плохо настроены, что привело к сокращению времени автономной работы. Эта проблема была частично решена Samsung с выпуском обновления в августе 2018 года.